# Étéochypriote
 (mars 2010).
Si vous disposez d'ouvrages ou d'articles de référence ou si vous connaissez des sites web de qualité traitant du thème abordé ici, merci de compléter l'article en donnant les références utiles à sa vérifiabilité et en les liant à la section « Notes et références ».

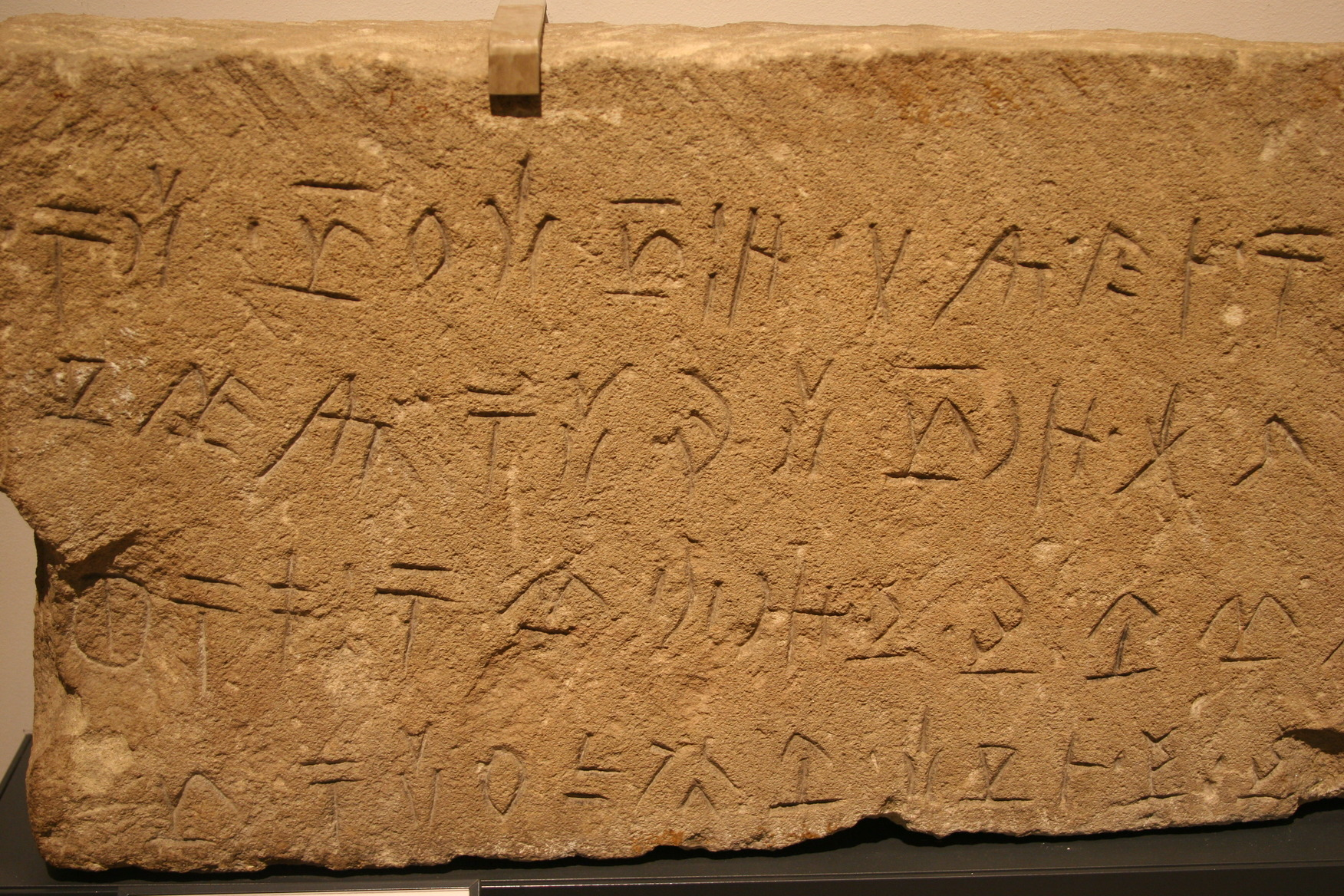
Écriture étéochypriote

L’étéochypriote ou étéocypriote est une langue morte parlée dans l'île de Chypre dans l'Antiquité. Elle est parfois appelée amathousien (langue d'Amathonte).
Écrite dans le syllabaire chypriote, elle n'a pas encore été rattachée à une famille de langues connue et n'a pas été déchiffrée intégralement.